# 杰德爱华兹
杰德爱华兹（J.D. Edwards），是間美国軟體公司。公司本身已被甲骨文公司收购，但后者仍提供JD Edwards EnterpriseOne、JD Edwards World等服务。

## 历史
由Jack Thompson、Dan Gregory及Ed McVaney三個人，共同於1977年的美國科羅拉多州丹佛市成立。該公司最早推出的會計軟體就直接以公司名稱為其軟體產品名稱，並執行於IBM的迷你電腦（System/34及System/36）上，到了1980年代中則轉專注到IBM的System/38迷你電腦上，更之後此一系列的迷你電腦改名成IBM AS/400。
此外J.D. Edwards公司逐漸為其會計軟體追加功能，逐漸演變形成一個具平台獨立性的企業資源規劃（英語：Enterprise Resource Planning，ERP）商務應用程式，並在1996年改名為OneWorld。
1998年5月，Ed McVaney贊助超過3,200萬美元給林肯內布拉斯加大學（University of Nebraska-Lincoln）以成立J.D. Edwards獎助學金計畫（英語：J.D. Edwards Honors Program）。計畫將「電腦科學教育」與「商業管理技能」兩者相結合，以培養出下一代的商業專才。
2003年6月，J.D. Edwards的董事會接受仁科公司的收併提案，並於7月完成接收，接收後OneWorld軟體納入仁科公司旗下的產品線，並改名為EnterpriseOne。2004年12月甲骨文公司收併仁科公司，並持續維護支援J.D. Edwards公司原有的（軟體）產品。
此外甲骨文公司對外透露該公司正在研發中的軟體，此稱為 "融合專案，Project Fusion "（預計2008年正式發表此一軟體，接近發表時間前很可能會再更名），此軟體預計用來取代既有甲骨文公司原本既有的商務應用套餐、仁科公司的Enterprise以及艾德華公司的OneWorld/EnterpriseOne/World，此後甲骨文公司將持續強化EnterpriseOne Suite（從8.11版以後），而下一版的EnterpriseOne軟體（8.12版）預計在2006年中發佈。

## 腳註

### 附註
1. ↑  台灣稱為「愛德華公司」或「艾德華公司」，更完整具體的名稱是「台灣艾德華應用軟體股份有限公司」。此外，台灣本土也有一家商務應用軟體公司叫「安德華科技公司，Acroprise Inc.」，但與「愛德華公司」不同且毫無關連。此外許多文章報導習慣將J.D. Edwards簡寫成JDE
2. ↑  2000年10月IBM將AS/400改名為eServer iSeries（i系列），2005年11月再改成System iSeries（i系列）。
3. ↑  這是錯誤的認知，J.D. Edwards在IBM AS/400系統上的商務軟體，一系傳承下來是World、OneWorld、OneWorld Xe（2000年時發表，Xe原意是eXtended enterprise）。仁科收併艾德華後，原有仁科的ERP主力軟體：PeopleSoft 8改名為PeopleSoft Enterprise，原有艾德華的ERP主力軟體：J.D. Edwards 5改名為PeopleSoft EnterpriseOne，原有World族系不予更動，沒有進行任何化整、分拆或融合。
4. ↑  目前為止確稱為Fusion Middleware（融合中介軟體，中介軟體cn方面也稱「中間件」），中介軟體無意取代原有商務應用軟體，只是更便利、加速現有各套應用軟體的統整與混搭可行性。
5. ↑  英文原文以「Application Suite」來稱也是很大化的稱法，更具體而言為E-Business Suite（電子商務套餐），簡稱：EBS，最知名的版本是11i，一般稱為EBS 11i。

## 外部連結
- 官方网站